# Quickly de Kreisker
Vous lisez un « bon article » labellisé en 2015.
Quickly de Kreisker est un étalon Selle français concourant en saut d'obstacles, né le 5 février 2004 dans un élevage du Finistère. Issu de Diamant de Semilly et Briseis d'Helby par Laudanum, il est vendu par l'agence Fences à deux ans. Il évolue quelques années en France sur le cycle classique, formé par Benjamin Robert et les écuries bretonnes de Bruno Souloumiac. Fin 2012, le roi du Maroc Mohammed VI l'achète sous la supervision de Marcel Rozier, et le confie alors à Abdelkebir Ouaddar, un cavalier marocain.
L'entente du couple entraîné par Rozier en région parisienne se révèle excellente. Quickly de Kreisker accède au plus haut niveau, avec une progression « fulgurante » sur les années 2013 et 2014. Il décroche notamment une seconde place au Jumping international de France, et le Morocco Royal Tour deux années de suite. Quickly de Kreisker est régulièrement n°1 du classement mondial des chevaux de saut d'obstacles en début de saison 2014 et 2015, mais s'éloigne des terrains de concours les années suivantes. 
Très apprécié, tant du public français que du public marocain, il est officiellement mis à la retraite le 20 décembre 2020.

## Histoire

### Naissance et sevrage

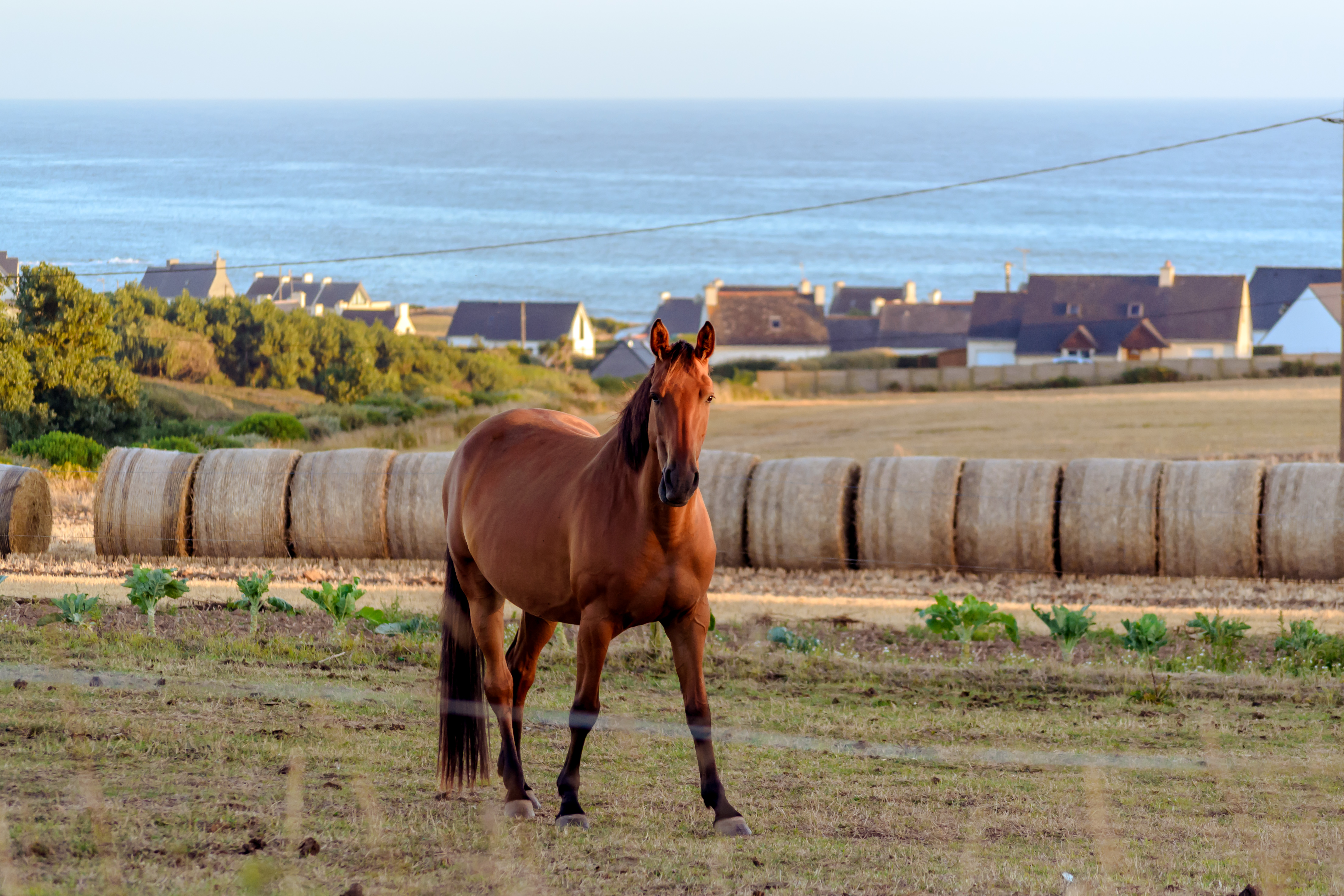
Le haras de Kreisker à Plozévet.

Quickly voit le jour le 5 février 2004 dans l'élevage appartenant à Guillaume Ansquer, à Plozévet dans le Finistère. D'après son éleveur, c'est « un poulain tout à fait normal » à la naissance. C'est un « SFA » selon le stud-book du Selle français, c'est-à-dire qu'il est issu de deux chevaux Selle français sans lignées étrangères. Sa mère, Briseis, a été acquise par son éleveur dans le cadre d'une réduction des effectifs de l'élevage d'Helby. Quickly est le premier poulain de cet élevage, dont il prend le nom : Kéringard Kreisker, « dernier élevage à l'Ouest avant l'Amérique » où une vingtaine de poulains naissent par an. Il est vendu au sevrage à l'âge de six mois, pour la somme de 20 000 euros. La famille Ansquer, ses naisseurs, l'a finalement peu connu. C'est Albert Lamotte qui s'en porte acquéreur.

### Jeunes années
Albert Lamotte présente Quickly aux ventes Fences à l'âge de deux ans. Il est acheté par Liliane Fromer de l'élevage des Blés à Hurbache dans les Vosges et par un acquéreur italien, pour la somme totale de 60 000 euros. À l'âge de trois ans, ses propriétaires le confient aux écuries bretonnes de Bruno Souloumiac qui le valorisent, en lui faisant faire le cycle classique de saut d'obstacles de quatre à six ans. Il se qualifie chaque fois pour la finale à Fontainebleau. À cinq ans, Quickly fait un bref passage par le haras de Hus, durant lequel il est monté par Thomas Rousseau. À l'âge de six ans, le jeune étalon commence à se faire remarquer et les propositions d'achat affluent. Liliane Fromer rachète toutes les parts de Quickly et s'en retrouve donc seule propriétaire, alors que l'étalon est âgé de sept ans. Quickly ne participe pas à la finale du cycle classique de Fontainebleau cette année-là, sa propriétaire jugeant qu'il n'y est pas prêt. Par contre, il sort à Lanaken où il fait forte impression grâce à sa maîtrise sur l'obstacle du triple. Quickly visite des terrains de concours variés, comme celui de Dinard et celui de Chantilly.
C'est le cavalier Benjamin Robert, originaire du Sud-Ouest mais travaillant en Bretagne, qui l'a principalement formé de quatre à huit ans. Il arrive ensuite à l'élevage d'Helby à Betton en Ille-et-Vilaine. L'année de ses huit ans est celle de sa révélation dans le monde de l'élevage. Il participe à ses premiers CSI (Concours de saut internationaux) et aux championnats du monde des jeunes chevaux à Lanaken, parvenant en finale. Durant la saison, il décroche quatre victoires dont le concours de saut international 3 étoiles - CSI3* de Dinard, que Benjamin Robert estime être sa plus belle victoire et son meilleur souvenir. C'est durant ce concours que le cavalier marocain Abdelkebir Ouaddar remarque Quickly. Les dernières victoires de Quickly sous la selle du cavalier Benjamin Robert pour le compte de ses écuries bretonnes sont le concours de saut international 2 étoiles - CSI2* d'Auvers et le CSI3* de Caen, le 21 octobre 2012.

### Passage sous les couleurs du Maroc

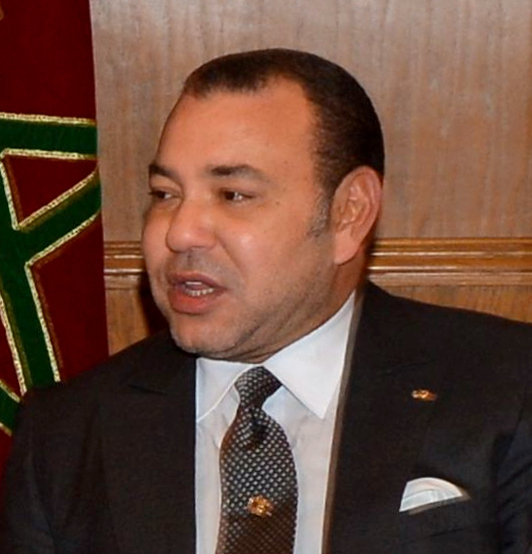
Le roi Mohammed VI du Maroc, actuel propriétaire de Quickly de Kreisker.

Abdelkebir Ouaddar parle de Quickly à son entraîneur, Marcel Rozier, qui obtient un essai sous la supervision de Moulay Abdellah Alaoui, le président de la Fédération royale marocaine des sports équestres. Abdelkebir est séduit par l'essai. Le français Marcel Rozier supervise la transaction avec l'écurie de Bruno Souloumiac pour le compte de la jumenterie royale du Maroc,, en se montrant d'après lui discret et plus rapide que la concurrence. Dans le cadre d'échanges entre la région Bretagne et le Maroc, le roi Mohammed VI devient le nouveau propriétaire de Quickly de Kreisker, et le confie officiellement au cavalier marocain Abdelkebir Ouaddar fin 2012. Abdelkebir assure avoir eu un coup de cœur pour Quickly dès qu'il l'a vu.
Quickly et Abdelkebir sont entraînés à Bois-le-Roi par Marcel Rozier. Ils bénéficient aussi du soutien financier et logistique de la famille royale marocaine. En un an et demi, ce couple inconnu de la scène sportive se hisse au niveau des meilleurs du monde. Les capacités exceptionnelles de Quickly et le programme d'entraînement de Marcel Rozier sont invoqués parmi les raisons du succès d'Abdelkebir Ouaddar.

#### Saisons 2012 et 2013

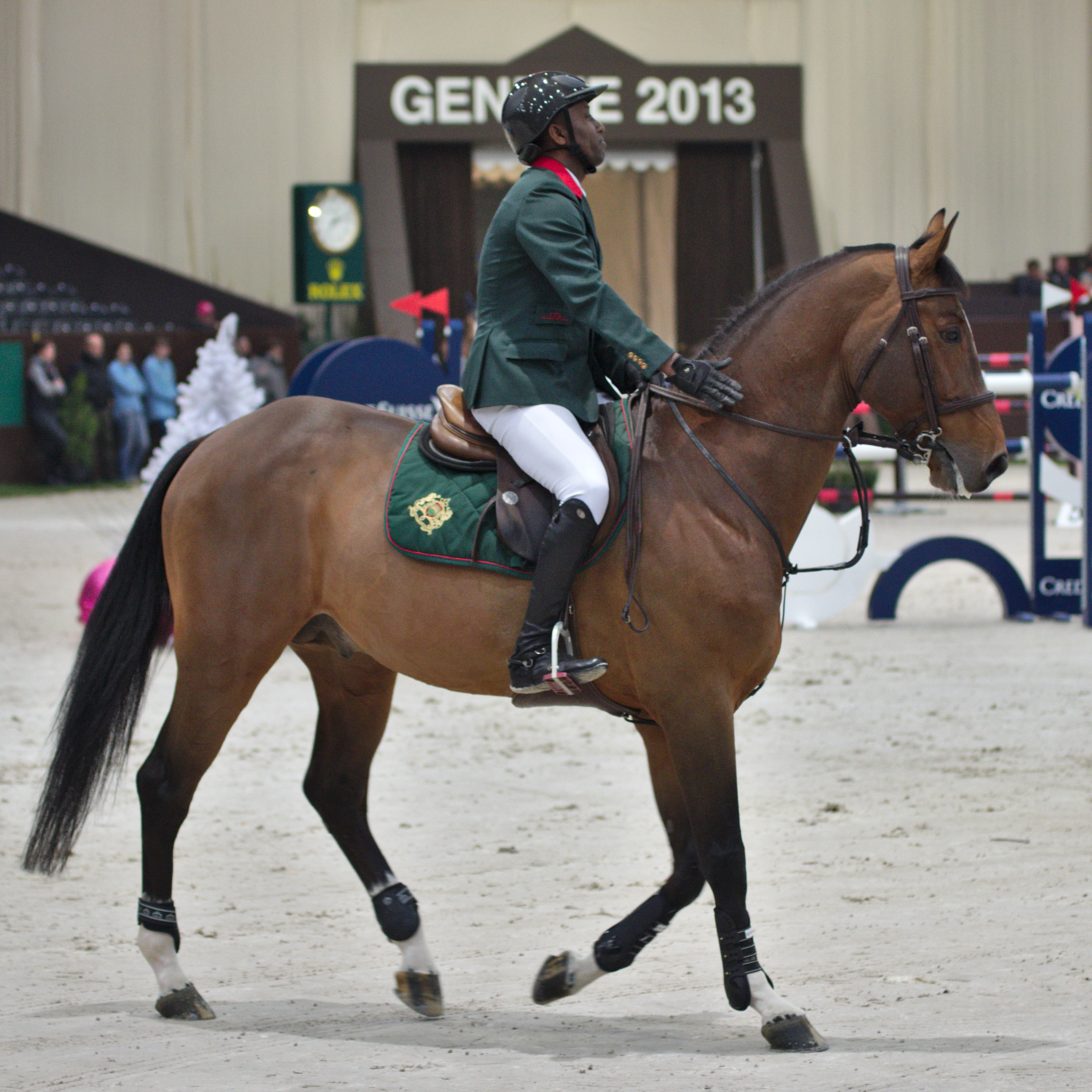
Abdelkebir Ouaddar et Quickly de Kreisker au CHI de Genève 2013

En octobre 2012, le nouveau couple fait son premier essai, peu concluant, lors du concours de saut international 5 étoiles - CSI5* d'Equita'Lyon : Quickly n'a changé de cavalier que depuis une semaine et participe à son premier concours en intérieur. Après ce début un peu difficile et un changement de filet, « Abdelkebir et Quickly développent une entente et une symbiose hors du commun ». L’ascension du binôme se révèle « fulgurante », puisqu'ils se hissent en un an et demi du niveau d'inconnus dans les sports équestres à celui d'élites mondiales du saut d'obstacles.
ils sont très applaudis au Gucci Paris Masters dans le Speed Challenge fin novembre 2012. Le Sunshine Tour de mars 2013, à Vejer de la Frontera, est leur premier Grand Prix remporté. Pour l'occasion, Abdelkebir monte avec un petit mors Pelham. Il reçoit des félicitations du cavalier français Michel Robert, qui voit en Quickly un « crack ». Le couple gagne sa qualification pour les Jeux équestres mondiaux de 2014 en cours d'année. Ils remportent l'ouverture du CSI5* des masters de Stuttgart en novembre. Cette victoire met les organisateurs de la compétition dans l'embarras car ils n'avaient pas prévu la victoire d'un cavalier marocain. L'hymne national et le drapeau du Maroc tardent à apparaître. Le 6 décembre 2013, Quickly et Abdelkebir bouclent un parcours impressionnant au Gucci Masters, en finissant 3e du prix GDE.

#### Saison 2014
Quickly est le meilleur Selle français du circuit sur la saison hiver-printemps 2013-2014. Le 9 février 2014, il remporte son premier Grand Prix CSI5* à Al Ain, avec son cavalier. Il devient la révélation mondiale de l’année en saut d'obstacles et le meilleur cheval sur tout le début de saison, décrochant notamment le Grand Prix du Touquet et une seconde place au concours de saut international officiel 5 étoiles - CSIO5*  de La Baule. Abdelkebir Ouaddar commente « avoir joué la sécurité » plutôt que le chronomètre à La Baule.
Pendant les jeux équestres mondiaux de 2014, Quickly fait une faute au passage de la rivière pendant la première manche de l'épreuve de CSO (concours de saut d'obstacles). Le couple perd ainsi toute possibilité d'accéder à une médaille.

#### Saison 2015
Quickly et Kebir s'imposent facilement au CSI3* d'Al Ain, en février, avec sept secondes d'avance au chronomètre sur le second. Ils remportent aussi le CSI5* Al Shaqab à Doha en mars, avec deux secondes d'avance sur le cavalier n°1 mondial, Scott Brash. Il finit second de l'épreuve de Chantilly comptant pour le Global Champions Tour, en juillet. Les victoires glanées fin 2014 et début 2015 hissent à nouveau Quickly de Kreisker à la première place du classement de la WBFSH en avril 2015, et donc au statut de meilleur cheval de saut d'obstacles du monde. L'étalon n'étant âgé que de 11 ans en 2015, il est encore en « pleine ascension ».

#### Saisons 2016 et 2017

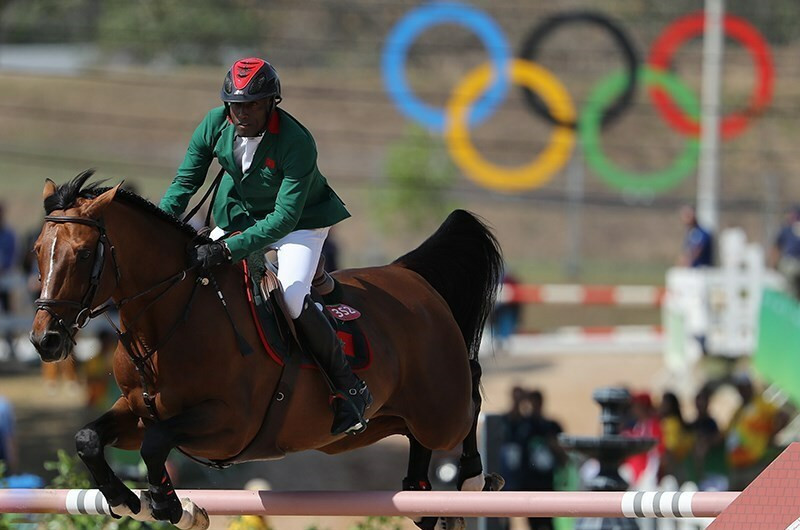
Ouaddar et Quickly de Kreisker lors de l'épreuve de saut d'obstacles lors des JO.

Quickly remporte le saut Hermès en mars 2016. Au début des jeux olympiques de Rio, un émir qatarien propose de l'acheter pour la somme de 16 millions d'euros. Abdelkebir Ouaddar décline l'offre, déclarant que le cheval du roi n'est pas à vendre. L'étalon est placé sous étroite surveillance, surveillé par des gardes expérimentés.
Blessé, Quickly est mis au repos de mars à l'automne 2017. Il ne retrouve pas les terrains de compétition.

## Description

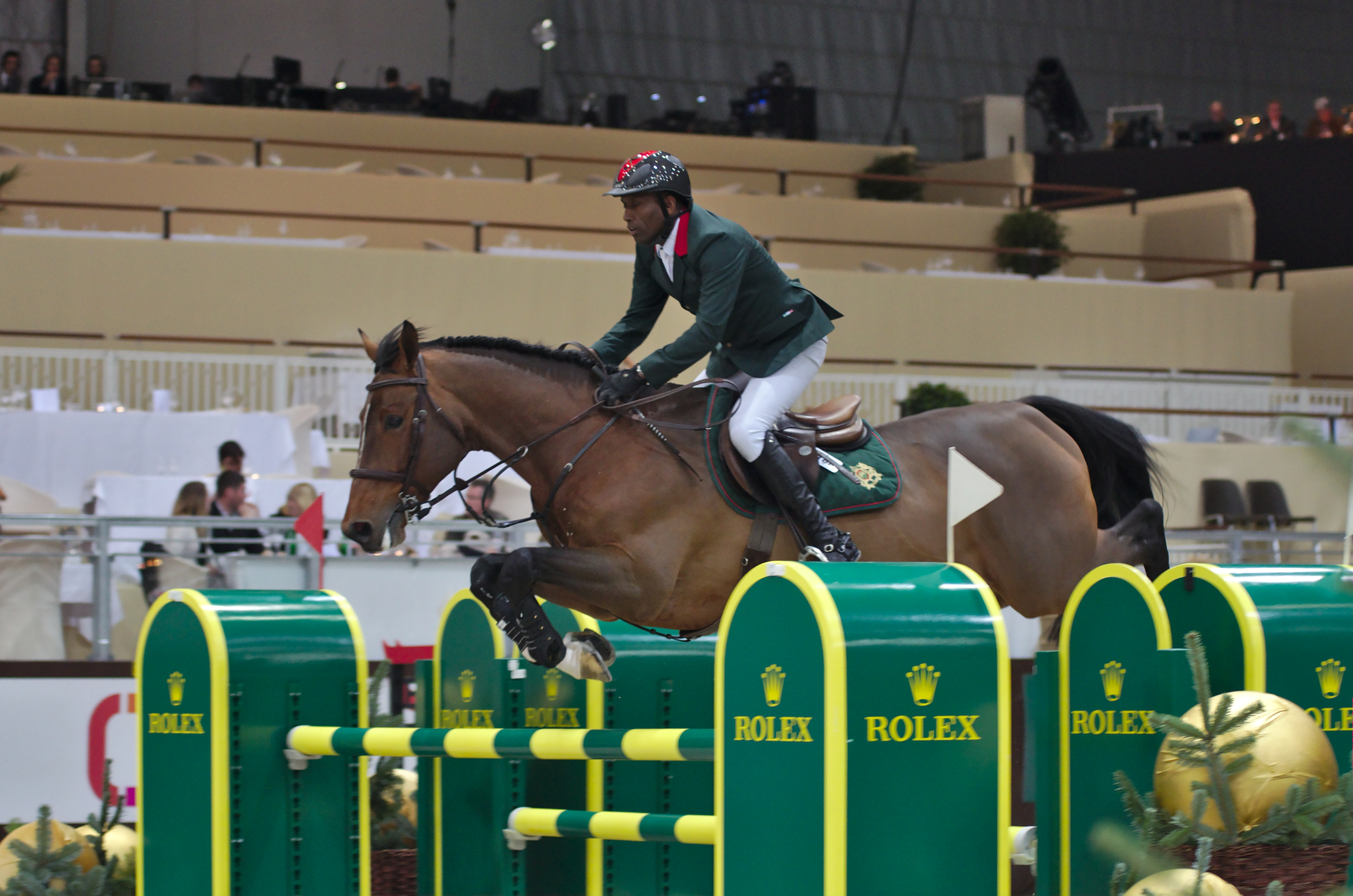
Abdelkebir Ouaddar et Quickly de Kreisker au CHI de Genève 2013

Avec une taille de 1,65 m, Quickly est un étalon plutôt petit pour la discipline du saut d'obstacles : Abdelkebir le surnomme « mon double-poney » en raison de cette taille et de son apparence modeste. Bien qu'il paraisse manquer de force et de moyens au premier regard, Quickly compense par un très puissant coup de jarret, une grande souplesse et une réelle intelligence des barres. Sa robe est baie.
Quickly a la réputation d'être un étalon nerveux et très expressif en concours. Il ne laisse personne indifférent, en particulier son cavalier. Qualifié de « cheval exceptionnel » pour son « caractère particulier » d'après la vétérinaire Dr Sandrine Serfati, il est doué d'aptitudes physiques exceptionnelles associées à une grande intelligence. Il montre un caractère fantasque, notamment par son habitude de ruer entre les obstacles (voire entre chaque obstacle), au contraire de la plupart des chevaux de compétition, plus calmes. Pour son cavalier Abdelkebir Ouaddar, « ça lui fait plaisir de faire ses ruades. C’est aussi sa façon de dire bonjour au public ». Abdelkebir estime que Quickly est un génie au caractère de star, veut partager sa joie d’être avec des spectateurs et aime les encouragements. Il se révèle plutôt disponible et coopératif lorsqu'il est mis au travail, accordant une très grande confiance à son cavalier. L'étalon a du mal à supporter les contraintes au niveau de l'embouchure, et n'aime pas les mors ni les muserolles qui lui ferment la bouche. Il se révèle assez différent hors concours au niveau du caractère, montrant alors un très grand calme. Son naisseur Guillaume Ansquer témoigne qu'il était un poulain très gentil et respectueux avec beaucoup d'énergie et de chic, qualités qu'il a gardées en restant un entier.

## Palmarès
Quickly de Kreisker a terminé la Grande Semaine de Fontainebleau à la 76e place du Championnat SHF Cycle Classique des chevaux de quatre ans, monté par Benjamin Robert. L'année de ses cinq ans, avec Thomas Rousseau, il remporte le Grand Critérium SHF des cinq ans et termine à la 19e place parmi les concurrents de sa génération. L'année de ses six ans, de nouveau avec Benjamin Robert, il remporte 8 victoires sur le Cycle Classique et se classe 8e du Championnat et 24e du Grand Critérium.
En 2013 et 2014, Quickly de Kreisker a remporté le Morocco Royal Tour. Il est devenu le cheval n°1 mondial de saut d'obstacles au classement de la WBFSH en juillet 2014, place qu'il a perdue puis regagnée pour la période allant du 1er octobre 2014 au 31 mars 2015.

### 2012
- Juillet : 1er du CSI3* à 1,50 m de Dinard[34].
- Août : 8e du CSI3* à 1,45 m de Royan[35].
- Novembre : 4e du Grand Prix du CSI2* à 1,45 m de Strazeele[3].

### 2013
- Mars : 2e du CSI2* d'Oliva[36].
- Mai : 3e du CSI3* du Touquet[37].
- Juin : 5e du CSI4* de Franconville[38]
- Juillet : 1er du GP du CSI3* à Vichy[39],[40].
- Octobre : Vainqueur du 4e Morocco Royal Tour[41].
- Novembre : Vainqueur de l'épreuve d'ouverture à 1,50 m du CSI5* des masters de Stuttgart[42].

### 2014
Il est 6e du classement mondial des chevaux d'obstacle établi par la WBFSH en octobre 2014.
- Janvier : 1er du Grand Prix CSI3*-W de Sharjah[44].
- Février : 1er du Grand Prix du CSIO5* d'Al Ain[45].
- Mai : 1er du CSI3* du Touquet (1,55 m)[46].
- Mai : 1er du Prix du Conseil Général de Loire Atlantique (1,55 m)[47] et 2e du Grand Prix (CSIO5*) du Jumping international de France à La Baule-Escoublac[48],[18].
- Juillet : 2e du Prix RMC, CSI3* du Paris Eiffel Jumping[49].
- Août : 1er du Grand prix à 1,50 m du CSI3* de Mâcon-Chaintré[50]
- Octobre : 1er du CSI3* de Tétouan[51],[52] (épreuve du Morocco Royal Tour).
- Octobre : 1er du CSI3* de Rabat[53] (épreuve du Morocco Royal Tour).
- Octobre : 2e du CSI3* d'El Jadida[54] (épreuve du Morocco Royal Tour).
- Vainqueur du 5e Morocco Royal Tour[55].

### 2015
Il est 6e au classement mondial des chevaux d'obstacle de la WBFSH, établi en octobre 2015.
- Février :1er du CSI3* d'Al Ain[57],[20].
- Mars : 1er du CSI5*  Al Shaqab de Doha[58].
- Juillet: 2e du CSI5* de Chantilly en France

## Origines
Quickly de Kreisker est un Selle français A, ce qui veut dire qu'il ne compte pas de lignées étrangères parmi ses ascendants. Souvent qualifié de « cheval breton », il est bien né en Bretagne mais l'origine génétique de ses ascendants se situe plutôt en Normandie,,. Si la qualité de sa souche paternelle par Diamant de Semilly est bien connue, ses origines maternelles sont elles aussi exceptionnelles, puisque les croisements avec la lignée de Laudanum ont donné de nombreux champions internationaux. L'élevage de Kreisker est en effet réputé pour l'attention portée aux lignées maternelles. Briseis est une descendante de Son Altesse (1940), une jument qui a fortement marqué les lignées maternelles du Selle français.

## Reconnaissance

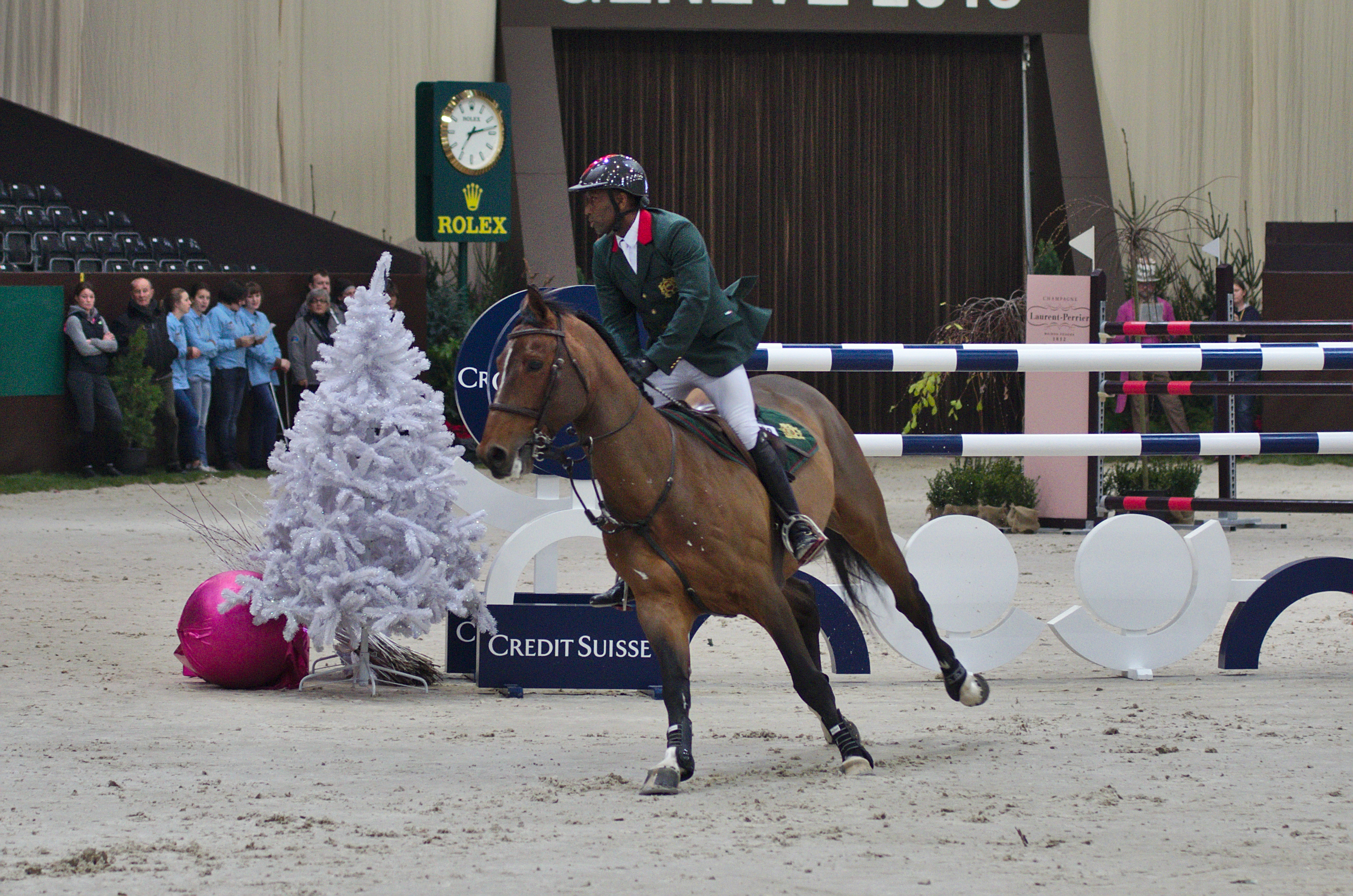
Abdelkebir Ouaddar et Quickly de Kreisker au CHI de Genève 2013

Quickly est très aimé du public, tant marocain que français, certainement en raison de son origine bretonne,. Il est d'ailleurs surnommé « le crack de Plozévet » en Bretagne. Il est considéré comme le cheval chef de file du stud-book Selle français en 2015.
D'après son naisseur Guillaume Ansquer, « il donne du bonheur partout où il passe ». Il a une page dédiée sur Facebook. Abdelkebir Ouaddar estime qu'il est son « cheval d'une vie ». Juste avant les jeux équestres mondiaux de 2014, Quickly de Kreisker forme avec Abdelkebir Ouaddar l'un des couples sportifs d'équitation les plus suivis et les plus appréciés. Leur apparition sur une piste de concours entraîne presque toujours une ovation debout, à tel point que les speakers des concours de saut d'obstacles (toutes nations confondues) sont obligés de demander au public de faire moins de bruit pour ménager les oreilles de Quickly. Ses succès ont médiatisé l'élevage breton et français de chevaux de sport, en particulier la souche de la jument Danae.

## Reproduction
Quickly de Kreisker s'est reproduit en France de 2010 à 2014, il n'est désormais plus disponible à la reproduction dans ce pays. Il a commencé sa carrière d'étalon assez tard, à six ans, pour préserver ses capacités. Ses poulains sont encore trop jeunes pour permettre d'évaluer ses qualités de reproducteur.